# Марченко, Иван Тихонович
Иван Тихонович Марченко (25 июля (7 августа) 1908, Брянск, Российская империя — 14 сентября 1972, Москва, РСФСР, СССР) — советский партийный и государственный деятель, первый секретарь Томского обкома КПСС (1959—1965).

## Биография
Родился 25 июля (7 августа) 1908 года в городе Брянске в многодетной рабочей семье (восемь детей). Его отец — Тихон Иванович Марченко, работал кондуктором поездов Московско-Киевской железной дороги.
В 1924 году поступил в школу фабрично-заводского ученичества при паровозном депо железнодорожной станции Брянск, по окончании которой работал слесарем, а затем помощником машиниста паровоза. В 1925 году вступил в ряды ВЛКСМ, а в сентябре 1928 года стал кандидатом в члены ВКП(б). Член ВКП(б) с 1929 года. В 1930—1935 годах обучался в Ленинградском институте инженеров железнодорожного транспорта. По окончании института начал работать там же.
- В 1935—1938 годах — заместитель начальника факультета, начальник аспирантуры Ленинградского института инженеров железнодорожного транспорта;
- В 1938—1943 годах — начальник Политического отдела Западной железной дороги; с началом Великой Отечественной войны вёл работу по созданию партизанских отрядов в смоленской области.
- В 1943—1944 годах — начальник Центральной группы контроля при народном комиссаре путей сообщения СССР;
- В 1944—1946 годах — начальник Паровозовагоноремонтного завода Народного комиссариата — Министерства путей сообщения СССР;
- В 1946—1951 годах — начальник Московского отделения Западной железной дороги;
- С 1951 по март 1954 года — первый секретарь Советского районного комитета ВКП(б)-КПСС (Москва);
- С 29 марта 1954 по 15 июля 1959 года — второй секретарь Московского городского комитета КПСС;
- С 25 февраля 1956 по 17 октября 1961 года — член ЦК КПСС;
- С 15 мая 1959 по 26 ноября 1965 года — первый секретарь Томского областного комитета КПСС;
- С 31 октября 1961 по 29 марта 1966 года — кандидат в члены ЦК КПСС;
- С 15 октября 1965 по 23 апреля 1969 года — Министр местной промышленности РСФСР.

С апреля 1969 года — персональный пенсионер союзного значения. Был депутатом Верховного Совета СССР 5 и 6 созывов, депутатом Верховного Совета РСФСР 7 созыва, а также делегатом XXII съезда КПСС.
Скончался 14 сентября 1972 года в Москве. Похоронен на Новодевичьем кладбище (7 участок, 2 ряд).

## Награды
- Награждён орденом Ленина, тремя орденами Трудового Красного Знамени, орденами Красной Звезды и «Знак Почёта», а также медалями, среди которых «Партизану Отечественной войны» 1 степени (за образцовую организацию партизанского движения на Западной железной дороге), «За оборону Москвы»; «За победу над Германией в Великой Отечественной войне 1941—1945 гг.», «За доблестный труд в Великой Отечественной войне 1941—1945 гг.».[1]